# محمدعلی الجعبری
محمدعلی الجَعبَری (۱۹۰۰ – ۲۹ مهٔ ۱۹۸۰) سیاستمدار، وکیل و عالِم مسلمان فلسطینی بود.او یکی از مشهورترین شهرداران تاریخ الخلیل بود و برای دهه‌های متمادی در امور سیاسی و مذهبی این شهر به عنوان مرجع شناخته می‌شد. پس از نکبت ۱۹۴۸، او به عنوان یکی از صریح‌ترین سیاستمداران فلسطینی که طرفدار الحاق کرانهٔ باختری به اردن بود، ظهور کرد. پس از اشغال کرانه باختری توسط اسرائیل در سال ۱۹۶۷، او مواضع سیاسی جسورانه‌ای مطرح کرد که جنجال گسترده‌ای را در عرصهٔ فلسطینی برانگیخت. او پیشنهاد داد که اسرائیل فقط به مدت پنج سال در قدرت بماند و پس از آن فلسطینی‌ها حق تعیین سرنوشت خود را برای خود محفوظ دارند.  او آشکارا با ماهیت خشونت‌آمیز فدائیان مخالفت می‌کرد.

## زندگی و پیشه
محمدعلی الجعبری در سال ۱۹۰۰ یا ۱۹۰۱ در الخلیل، متصرفیه قدس، امپراتوری عثمانی، متولد شد. پدرش احمد نام داشت. تحصیلات ابتدایی و متوسطه خود را در آنجا گذراند. سپس به مصر نقل مکان کرد و به دانشگاه الازهر پیوست و در سال ۱۹۱۸ گواهی صلاحیت، در سال ۱۹۲۱ گواهی عالی الازهر و در سال ۱۹۲۲ گواهی وعظ و ارشاد را از آنجا دریافت کرد.
او به الخلیل بازگشت و به عنوان معلم در مسجد ابراهیمی مشغول به کار شد. او فعالیت علنی خود را در سال ۱۹۲۴ در چارچوب انجمن اسلامی-مسیحی در الخلیل آغاز کرد. در سال ۱۹۲۸، او ریاست انجمن جوانان مسلمان را که در این شهر تأسیس شده بود، بر عهده گرفت. همزمان، او به مؤسسه حقوقی در اورشلیم پیوست و در سال ۱۹۳۱ مجوز وکالت در شریعت و حقوق عادی را دریافت کرد.او به وکالت پرداخت، در دادگاه‌های شریعت اقامه دعوی کرد و تا سال ۱۹۳۷ به عنوان سردفتر اسناد رسمی، معلم و واعظ در مسجد ابراهیمی در الخلیل خدمت کرد.
الجعبری در فعالیت‌های سیاسی فلسطین مشارکت کرد. به عنوان نمایندهٔ شهر الخلیل در هفتمین کنفرانس عربی فلسطین (ژوئن ۱۹۲۸) شرکت کرد. الجعبری در فعالیت‌های اولین کنفرانس جوانان عرب فلسطینی که در اوایل ژانویه ۱۹۳۲ در یافا برگزار شد، شرکت کرد و به عنوان عضو کمیتهٔ اجرایی آن انتخاب شد. مقامات بریتانیایی الجعبری را در ژوئیهٔ ۱۹۳۶، پس از اعلام اعتصاب عمومی، دستگیر و در اردوگاه صرفند بازداشت کردند، جایی که تا نوامبر همان سال زندانی بود. شهرداری و مقامات شهر الخلیل، نامه‌ای در حمایت و پشتیبانی از او به زندان فرستادند.الجعبری یکی از امضاکنندگان بیانیه‌ای خطاب به «امت» بود که در آن از پایداری آن ستایش شده بود، و همچنین یکی از امضاکنندگان نامه‌ای خطاب به کمیتهٔ عالی عرب به تاریخ ۶ ژوئیه ۱۹۳۶ بود که از آنان می‌خواست موضعی قاطع اتخاذ کند و از تردید یا سازش بپرهیزد. او همچنین در سال ۱۹۳۷ به عنوان عضوی از هیئت نمایندگی فلسطین در کنفرانس ملی عرب در بلودان شرکت کرد. الجعبری در کنفرانس ملی عرب که در سپتامبر ۱۹۳۷ در شهر بلودان سوریه در همبستگی با فلسطین و مبارزه برای لغو قیمومیت بریتانیا، اعلامیهٔ بالفور و ردِّ تقسیم برگزار شد، شرکت کرد. در مارس ۱۹۳۵، الجعبری به حزب عرب فلسطین به ریاست جمال الحسینی پیوست و در سال ۱۹۴۴ به عضویت دفتر مرکزی آن انتخاب شد.
مقامات قیمومیت بریتانیا او را در ۲۸ اکتبر ۱۹۴۰ به عنوان شهردار الخلیل منصوب کردند و او تا ۲۵ آوریل ۱۹۴۸ در این سمت باقی ماند. الجعبری به عنوان شهردار الخلیل، در تمام کنفرانس‌های شهرداران عرب در فلسطین که در دورهٔ ۱۹۴۱ تا ۱۹۴۷ برگزار شد، شرکت کرد و ریاست برخی از آنها را بر عهده داشت. او همچنین ریاست کنفرانس شهرداران عرب ناحیهٔ اورشلیم را که در ۱۱ مهٔ ۱۹۴۶ در الخلیل برگزار شد، بر عهده داشت.
پس از صدور قطعنامهٔ تقسیم در نوامبر ۱۹۴۷ و آغاز درگیری‌ها، الجعبری ریاست کمیتهٔ ملی و کمیتهٔ اضطراری در شهر الخلیل را بر عهده داشت. پس از نکبت ۱۹۴۸، الجعبری به عنوان یکی از برجسته‌ترین رهبران اپوزیسیون فلسطینی در برابر کمیتهٔ عالی عرب به رهبری امین الحسینی و دولت سراسری فلسطین که توسط مجلس ملی فلسطین اعلام شد، ظهور کرد. این مجلس در پایان سپتامبر ۱۹۴۸ در غزه تشکیل جلسه داد و ریاست آن را امین الحسینی بر عهده داشت. در عوض، الجعبری در تضاد با آن، ریاست کنفرانس اریحا را که در اوایل دسامبر ۱۹۴۸ برگزار شد، بر عهده داشت. این کنفرانس خواستار الحاق کرانهٔ باختری به اردن شرقی و اعلام وفاداری به ملک عبدالله بن الحسین به عنوان پادشاه دولت متحد اردن-فلسطین شد.

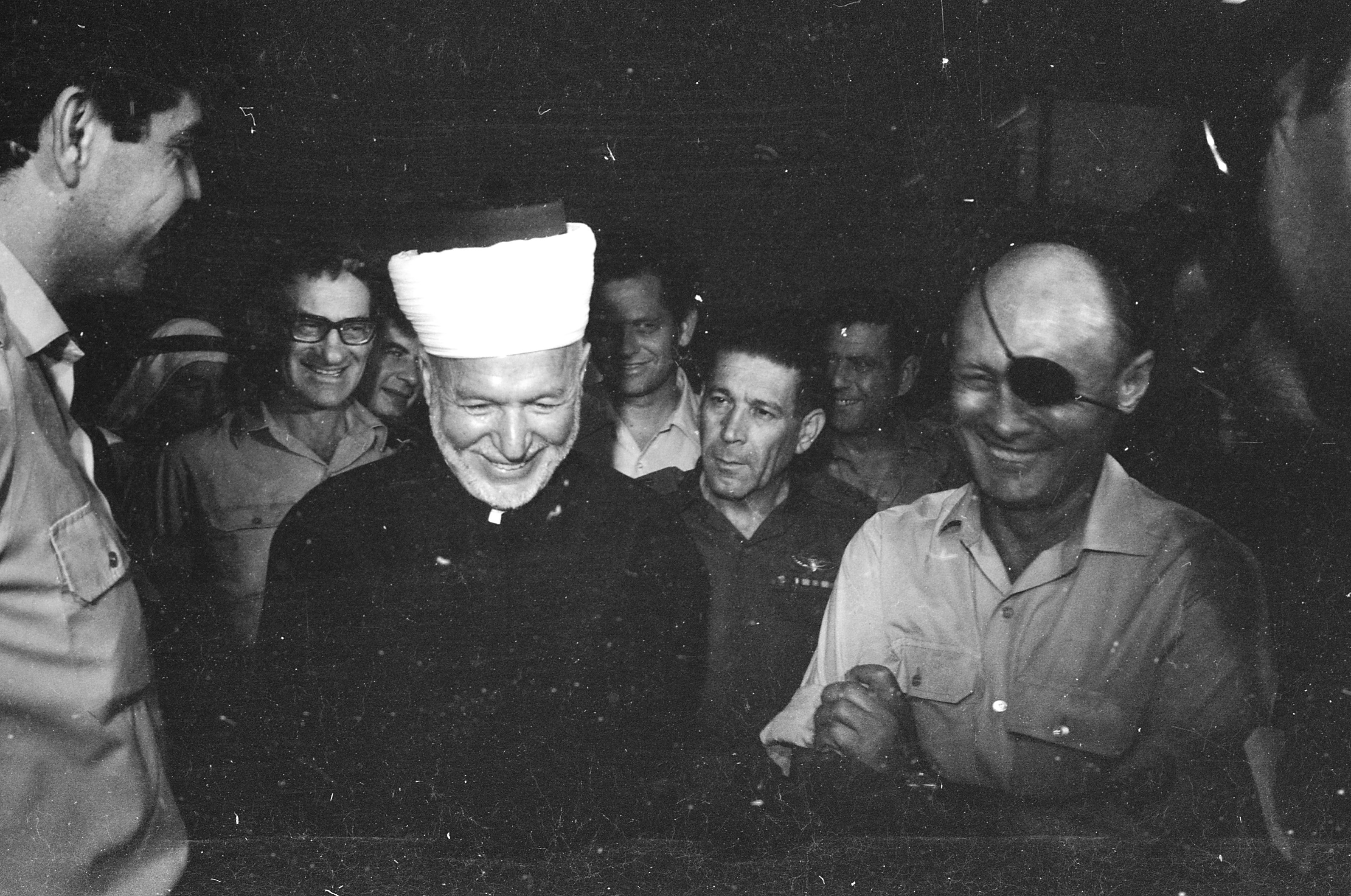
دیدار موشه دایان، وزیر دفاع اسرائیل، با محمدعلی جعبری، شهردار الخلیل، ۱۹۷۳.

الجعبری چندین سمت رسمی در پادشاهی هاشمی اردن داشت. او در ۲۰ آوریل ۱۹۵۰ به عضویت سنا درآمد و تا سال ۱۹۶۳ در این سمت باقی ماند. بین سال‌های ۱۹۵۵ تا ۱۹۶۱، او همچنین سمت‌های وزارت کشاورزی، دادگستری و آموزش را بر عهده داشت. در اواخر ماه مهٔ ۱۹۶۴، الجعبری در اولین کنفرانس فلسطینی که در اورشلیم برگزار شد، شرکت کرد که از دل آن سازمان آزادیبخش فلسطین به ریاست احمد الشقیری پدید آمد.
پس از اشغال کرانه باختری، شامل بیت‌المقدس شرقی، و نوار غزه توسط اسرائیل در ژوئن ۱۹۶۷، الجعبری خواستار آن شد که این دو منطقه به مدت پنج سال تحت نظارت یک نهاد بین‌المللی قرار گیرند و پس از آن یک نهاد خودمختار فلسطینی تأسیس شود. او دوباره این موضوع را در اواخر سال ۱۹۶۹ با گونار جارینگ، فرستاده سازمان ملل، مطرح کرد.
او عضو کمیتهٔ مقدماتی بود که در ۲۹ اکتبر ۱۹۶۷ با هدف ایجاد یک موجودیت فلسطینی تأسیس شد، اما این کمیته شکست خورد. او با برخی از مقامات اسرائیلی روابطی برقرار کرد که این امر کینهٔ عناصر ملی‌گرا را علیه او برانگیخت. وقتی این مقامات را استقبال می‌کرد، خواستار تقویت پیوندهای محبت میان عرب‌ها و یهودیان شد. الجعبری دانشگاه الخلیل را تأسیس کرد که هستهٔ اصلی آن در سال ۱۹۷۱ دانشکدهٔ شریعت اسلامی بود. در بهار ۱۹۷۲، الجعبری در انتخابات شهرداری شرکت کرد و به عنوان شهردار الخلیل انتخاب شد. (سازمان آزادیبخش فلسطین خواستار تحریم آن انتخابات شده بود که در کرانه باختری و تحت نظارت مقامات اشغالگر اسرائیل برگزار شد) او تمایل داشت شورایی از شهرداران کرانه باختری و دیگر افراد سرشناس تشکیل دهد تا رهبری سیاسی ساکنان کرانهٔ باختری را بر عهده بگیرند و از طرف آنها صحبت کنند.
الجعبری تا زمان انتخابات شهرداری در سال ۱۹۷۶، شهردار الخلیل باقی ماند. در انتخابات شهرداری که در مارس ۱۹۷۶ در کرانهٔ باختری برگزار شد، عناصر ملی‌گرا پس از طرح چندین شعار، که برجسته‌ترین آن‌ها «سرنگونی پروژهٔ خودگردانی» بود، پیروز شدند. فهد القواسمه به عنوان شهردار الخلیل از سوی بلوکی که از سازمان آزادیبخش فلسطین حمایت می‌شد، پیروز شد؛ بنابراین الجعبری در خانه‌اش گوشه‌نشین شد و فعالیت سیاسی را کنار گذاشت.
در اواخر سال ۱۹۷۷ محمدعلی الجعبری دچار سکتهٔ مغزی شد که او را تا زمان مرگش در ۲۹ مهٔ ۱۹۸۰ در بستر بیماری انداخت و قادر به حرکت نبود. هزاران نفر از مناطق مختلف فلسطین و اردن در مراسم تشییع جنازهٔ او شرکت کردند و او در شهر الخلیل به خاک سپرده شد.

## زندگی شخصی
پسرانش نورالدین، برهان، شریف، محمدراشد، سمیر و نبیل نام داشتند.